# 上野達弘
上野 達弘（うえの たつひろ、1971年7月14日 - ）は、日本の法学者。専門は、知的財産法・著作権法。早稲田大学大学院法務研究科教授。東京都生まれ。

## 略歴
- 1994年 京都大学法学部卒業
- 1997年
  - 京都大学大学院法学研究科修士課程修了
  - 国際高等研究所特別研究員
- 1999年
  - 京都大学大学院法学研究科博士後期課程単位取得退学
  - 日本学術振興会研究員、財団法人国際高等研究所研究員
- 2001年 成城大学法学部専任講師
- 2004年 立教大学法学部助教授
- 2007年 立教大学法学部准教授
- 2010年 マックス・プランク知的財産法・競争法・租税法研究所客員研究員
- 2011年 立教大学法学部教授
- 2013年 早稲田大学法学部教授
- 2014年 早稲田大学大学院法務研究科教授

## 主要著書
- 『著作権法入門』（有斐閣、2009年）※共著
- 『特許法入門』（有斐閣、2014年）※共著
- 『著作権法判例百選』（有斐閣、第5版、2015年）※共編著
- 『ケースブック知的財産法』（弘文堂、第3版、2012年）※共著
- 『知的財産法演習ノート』（弘文堂、第3版、2013年）※共著
- 『出版をめぐる法的課題――その理論と実務』（日本評論社、2015年）※共編著
- 『〈ケース研究〉著作物の類似性判断　ビジュアルアート編』（勁草書房、2021年）※共著

## 所属学会
- 著作権法学会（理事）
- 日本工業所有権法学会（常務理事）
- ALAI Japan 日本国際著作権法学会（理事）
- 法とコンピュータ学会（理事）
- 情報ネットワーク法学会
- 日本私法学会